# 黄士龙

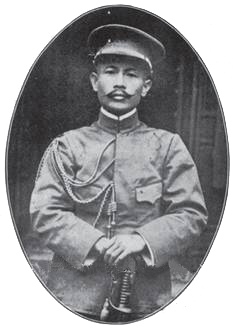
广东军政府参都督黄士龙

黄士龙（1880—1946）广东花县人，清朝及中华民国军事人物。

## 生平
黃士龍年輕時於江南水師學堂、廣東武備學堂就學。畢業後進入廣東新軍服役。
清朝末年，黄士龙任广东新军混成協第一标标統，後轉任第二標標統，光緒三十四年（1908）轉任广东陆军小学堂總辦，後來廣東籍將領回憶其風格，提到黃士龍任總辦時對於學校風紀相當重視。宣統二年（1910）轉任廣東新軍第六鎮參軍。
宣统二年（1910年），中国同盟会南方支部决定庚戌年正月十五（1910年2月24日）发动广州新军举行反清起义，但起义前夕，新军第二标士兵于己酉年除夕（1910年2月9日）闹事，两广总督袁树勋十分重视，于当夜关闭城门，至初二仍未开。初二上午，新军第一标标统刘雨沛命令第一标士兵取消年假，改开运动会，引发第一标士兵骚乱。广州官员在督练公所开会，推举时任陆军小学堂总办的黄士龙调停第一标士兵回到兵营并不再闹事。但第一标士兵要求进城寻找未回营士兵，黄士龙乃率其到广州东城门，守城旗兵奉关闭城门命令，未开城门，在冲突中，黄士龙及四名新军士兵被打伤，其中一名士兵伤重身亡。此后革命党人倪映典、赵声、黄兴、胡汉民等商定，将起义日期提前到正月初六（1910年2月15日），但正月初三（1910年2月13日），起义被迫提前举行，是为庚戌新军起义，但起义失败，倪映典被杀。
1911年辛亥革命爆发后，宣统三年九月二十七日（1911年11月17日），广东军政府召集各团体和各界代表举行会议，会议推举胡漢民為廣東都督，陈炯明为副都督，黄士龙为参都督。參都督在省軍中屬於第三號人物，雖然位階高，但是並無主控權，同時新軍裡的革命黨員清楚到黃士龍仇視革命黨，因此在軍政府成立後快速的重編新軍，將廣東省新軍縮編保留忠於革命黨的一師，排除黃士龍在軍內之指揮權。黃士龍不滿革命黨主導的廣東軍政府排擠他的一干安排，與廣東省內的革命黨將軍們結仇，因此任職不久後即弃职离开广东。暫居香港。中华民国成立后，黄士龙任南京临时政府总统府参军长。
1913年二次革命爆发，同年7月18日广东省议会支持陈炯明，宣布广东独立。黃士龍認為此時機是剃除革命黨在廣東軍權的最佳時機，在國民黨發兵叛變之前，黃士龍到北京拜见袁世凯向袁輸誠，並获袁世凯提供十萬銀元的經費收买粤军，黃士龍回到廣州後，因粤军军官多为黄士龙旧部或学生，故收买工作非常順利，包括粵軍第一師師長鐘鼎基、第二師師長蘇愼初、獨立旅旅長張我權、參謀長譚鎏欽等粵軍主要幹部，甚至到營長一級都獲得了黃士龍支付的收買金。在8月初，被收買的粵軍第二師師長蘇愼初首先起兵反對廣東省獨立，隨後駐燕塘的炮兵團與輜重營也加入反陳陣營，藉由收買的炮兵部隊發動炮擊，迫使陳炯明棄職潛逃。
雖然黃士龍為支解廣東的國民黨反袁組織貢獻甚大，但是袁世凱最後決定接受其盟友梁士詒的意見，讓廣東軍政接班者由龍濟光接任。1913年8月14日，黄士龙被北京政府任命为廣東護軍使。但是廣東的實質權力都被掌握在袁世凱的親信手上，加上原先粵軍在龍濟光率領的濟軍入廣東後旋即擊潰遣散，黃士龍並未因此獲得軍事資本。由於在廣東不受重視，黃士龍隨後辭職，至北京擔任交通部次長。袁世凱死後離任長居天津，民國三十五年（1946）逝世。